# پریبراز
پریبراز (به چکی: Příbraz) یک ناحیه در جمهوری چک است که در ناحیه ییندریخوف هرادتس واقع شده‌است. پریبراز ۷٫۱ کیلومتر مربع مساحت و ۲۳۲ نفر جمعیت دارد و ۴۶۸ متر بالاتر از سطح دریا واقع شده‌است.